# Maison Gorrevod
Pour les articles homonymes, voir Gorrevod (homonymie).
La Maison Gorrevod est une maison située à Bourg-en-Bresse, dans le département de l'Ain, à l'adresse 1, rue du palais.

## Protection
La maison (en dehors des parties classées) fait l’objet d’une inscription au titre des monuments historiques depuis le 22 février 1927. 
Les façades et toitures donnant sur la rue font l’objet d’un classement au titre des monuments historiques depuis le 17 mai 1974. 